# استوارت کانینگهام
استوارت کانینگهام (انگلیسی: Stuart Cunningham؛ زادهٔ ۱ ژانویهٔ ۱۹۵۳) نویسنده و استاد دانشگاه در زمینه رسانه ها و ارتباطات اهل استرالیا است.